# ZURA
ZURAとはGLAYの公式キャラクターである。

## 解説
特徴は黒い体に白い目と口というシンプルな見た目である。
生みの親はGLAYのボーカル、TERUである。
GLAYの様々なグッズに使われている。GLAYのファンクラブ誌、「HappySwing」では度々、「ZURA氏」と呼ばれている。
基本的には片腕を上げたポーズだが、「highcommunications tour 2023 -the ghost hunter-」ではゴーストの形をしたストラップの販売もあった。